# Flemingia cavaleriei
Flemingia cavaleriei är en ärtväxtart som först beskrevs av Augustin Abel Hector Léveillé, och fick sitt nu gällande namn av Lucien André Andrew Lauener. Flemingia cavaleriei ingår i släktet Flemingia och familjen ärtväxter. Inga underarter finns listade i Catalogue of Life.